# Cordia crenata
Cordia crenata är en strävbladig växtart. Cordia crenata ingår i släktet Cordia, och familjen strävbladiga växter.

## Underarter
Arten delas in i följande underarter:
- C. c. crenata
- C. c. meridionalis
- C. c. shinyangensis